# Louteridium koelzii
Louteridium koelzii är en akantusväxtart som beskrevs av Faustino Miranda och Mcvaugh. Louteridium koelzii ingår i släktet Louteridium och familjen akantusväxter. Inga underarter finns listade i Catalogue of Life.